# Misa Eguchi
Misa Eguchi (江口実沙?, Eguchi Misa; Ogōri, 18 aprile 1992) è un'ex tennista giapponese.

## Circuito WTA 125

### Singolare

#### Sconfitte (1)
| N. | Data              | Torneo                             | Superficie | Avversaria        | Punteggio          |
| 1. | 11 settembre 2016 | Dalian Women's Tennis Open, Dalian | Cemento    | Kristýna Plíšková | 5-7, 6-4, 5-2 rit. |

### Doppio

#### Sconfitte (1)
| N. | Data             | Torneo                     | Superficie | Compagna   | Avversarie in finale           | Punteggio        |
| 1. | 6 settembre 2014 | Suzhou Ladies Open, Suzhou | Cemento    | Eri Hozumi | Chan Chin-wei Chuang Chia-jung | 1-6, 6-3, [7-10] |